# Uchazeči o pořádání olympijských her
Pořadatelské město olympijských her vybírá Mezinárodní olympijský výbor na základě nominací národních olympijských výborů na zasedání. Které se konalo sedm let před zahájením olympiády. Již tomu tak není, a zvolení pořadatelského města je s delším předstihem. Změna byla učiněna vyhlášením programu Agenda 2020. Zvolené město hostí také paralympijské hry.
Výběr pořadatele bývá provázen četnými spory. Jde spíše o politickou prestiž, ekonomická výhodnost olympiád je sporná vzhledem k velmi nákladným investicím do sportovišť a infrastruktury. Proto zájem o pořádání her klesal, zejména v evropských zemích. MOV na to reagoval vyhlášením programu Agenda 2020, který chce, mimo jiné, náklady na hry omezit.
Skandál s uplácením při přidělení olympiády 2002 městu Salt Lake City vedl ke změně pravidel volby. Každé město musí předem prokázat připravenost na pořádání her a do závěrečného hlasování projde pouze omezený počet uchazečů, kteří dostanou nejlepší hodnocení od zvláštní komise MOV.
Od šedesátých let platí zásada, že za každou zemi může kandidovat pouze jedno město. Proto se v některých zemích konají ještě předkola volby: například pro olympiádu 2024 byl za Německo vybrán Hamburk, který porazil Berlín, a za USA Boston, který v hlasování národního olympijského výboru dostal přednost před Los Angeles, San Franciskem a Washingtonem.

## Uchazeči o pořádání letních olympijských her

### I.Letní olympijské hry 1896
Athény zvoleny bez protikandidáta v Paříži 23. 6. 1894

### II.Letní olympijské hry 1900
Paříž zvolena bez protikandidáta v Paříži 23. 6. 1894

### III.Letní olympijské hry 1904
Chicago zvoleno bez protikandidáta v Paříži 22. 5. 1901, hry pak byly přesunuty do Saint Louis a spojeny se Světovou výstavou 1904

### IV.Letní olympijské hry 1908
Řím zvolen v Londýně v červnu 1904
- Poražení kandidáti: Londýn, Berlín, Milán

V roce 1906 se Itálie pořadatelství z finančních důvodů vzdala a hry byly přiděleny Londýnu

### V.Letní olympijské hry 1912
Stockholm zvolen bez protikandidáta v Berlíně 27. 5. 1909

### VI.Letní olympijské hry 1916
Berlín zvolen ve Stockholmu 27. 5. 1912
- Poražení kandidáti: Alexandrie, Amsterdam, Brusel, Budapešť, Cleveland

Hry se nekonaly z důvodu první světové války

### VII.Letní olympijské hry 1920
Antverpy zvoleny v Lausanne 5. 4. 1919
- Poražení kandidáti: Amsterdam, Atlanta, Budapešť, Cleveland, Havana, Filadelfie
- Kandidatura stažena: Lyon

### VIII.Letní olympijské hry 1924
Paříž zvolena v Lausanne 2. 6. 1921
- Poražení kandidáti: Amsterdam, Barcelona, Los Angeles, Praha, Řím

### IX.Letní olympijské hry 1928
Amsterdam zvolen v Lausanne 2. 6. 1921
- Poražený kandidát: Los Angeles

### X.Letní olympijské hry 1932
Los Angeles zvoleno bez protikandidáta v Římě v dubnu 1923

### XI.Letní olympijské hry 1936
Berlín zvolen 43 hlasy (voleb 26. 4. 1931 v Barceloně se nezúčastnil potřebný počet delegátů, proto byly hlasy posbírány korespondenčně a výsledek vyhlášen 13. 5. 1931 v Lausanne)
- Poražení kandidáti: Barcelona 16 hlasů, Alexandrie, Budapešť, Buenos Aires, Dublin, Frankfurt nad Mohanem, Helsinky, Kolín nad Rýnem, Lausanne, Norimberk, Rio de Janeiro, Řím ani jeden hlas

### Letní olympijské hry 1940
Tokio zvoleno bez protikandidáta v Berlíně 31. 7. 1936. V roce 1938 se Japonsko pořadatelství vzdalo a MOV přidělil hry Helsinkám, nakonec se nekonaly kvůli druhé světové válce

### Letní olympijské hry 1944
Londýn zvolen v Londýně 9. 6. 1939
- Poražení kandidáti: Athény, Budapešť, Detroit, Helsinky, Lausanne, Montreal, Řím

Hry se nekonaly kvůli válce

### XIV.Letní olympijské hry 1948
Londýn zvolen v Lausanne v září 1946
- Poražení kandidáti: Baltimore, Lausanne, Los Angeles, Minneapolis, Filadelfie

### XV.Letní olympijské hry 1952
Helsinky zvoleny ve Stockholmu 21. 6. 1947
- Poražení kandidáti: Amsterdam, Detroit, Chicago, Los Angeles, Minneapolis, Filadelfie

### XVI.Letní olympijské hry 1956
Melbourne zvoleno v Římě 28. 4. 1949
- Poražení kandidáti: Buenos Aires vyřazeno ve 4. kole, Detroit a Los Angeles vyřazeny ve 3. kole, Mexico City vyřazeno ve 2. kole, Chicago, Minneapolis, Filadelfie, San Francisco a Montreal vyřazeny v 1. kole

Jezdecké soutěže se konaly ve Stockholmu kvůli australským předpisům o karanténě pro dovážené koně

### XVII.Letní olympijské hry 1960
Řím zvolen v Paříži 15. 6. 1955
- Poražení kandidáti: Lausanne vyřazeno ve 3. kole, Detroit a Budapešť vyřazeny ve 2. kole, Brusel, Mexico City a Tokio vyřazeny v 1. kole

### XVIII.Letní olympijské hry 1964
Tokio zvoleno v Mnichově 26. 5. 1959
- Poražení kandidáti: Detroit, Vídeň, Brusel

### XIX.Letní olympijské hry 1968
Mexico City zvoleno v Baden-Badenu 18. 10. 1963
- Poražení kandidáti: Detroit, Lyon, Buenos Aires

### XX.Letní olympijské hry 1972
Mnichov zvolen v Římě 26. 4. 1966
- Poražení kandidáti: Madrid a Montreal vyřazeny v druhém kole, Detroit vyřazen v prvním kole

### XXI.Letní olympijské hry 1976
Montreal zvolen v Amsterdamu 12. 5. 1970
- Poražení kandidáti: Moskva, Los Angeles

### XXII.Letní olympijské hry 1980
Moskva zvolena 39 hlasy ve Vídni 23. 10. 1974
- Poražený kandidát: Los Angeles 20 hlasů

### XXIII.Letní olympijské hry 1984
Los Angeles zvoleno bez protikandidáta v Athénách 18. 5. 1978
- Kandidatura stažena: Teherán

### XXIV.Letní olympijské hry 1988
Soul zvolen 52 hlasy v Baden-Badenu 30. 9. 1981
- Poražený kandidát Nagoja 27 hlasů

### XXV.Letní olympijské hry 1992
Barcelona zvolena v Lausanne 17. 10. 1986
- Poražení kandidáti: Paříž, Brisbane a Bělehrad vyřazeny ve 3. kole, Birmingham vyřazen ve 2. kole, Amsterdam vyřazen v 1. kole

### XXVI.Letní olympijské hry 1996
Atlanta zvolena v Tokiu 18. 9. 1989
- Poražení kandidáti: Athény vyřazeny v 5. kole, Toronto ve 4. kole, Melbourne ve 3. kole, Manchester ve 2. kole a Bělehrad v 1. kole

### XXVII.Letní olympijské hry 2000
Sydney zvoleno v Monte Carlu 23. 9. 1993
- Poražení kandidáti: Peking vyřazen ve 4. kole, Manchester ve 3. kole, Berlín ve 2. kole a Istanbul v 1. kole
- Kandidatura stažena: Milán, Taškent
- Kandidatura odmítnuta pro nesplnění podmínek: Brasilia

### XXVIII.Letní olympijské hry 2004
Athény zvoleny v Lausanne 5. 9. 1997
- Poražení kandidáti: Buenos Aires, Kapské Město, Řím, Stockholm
- Kandidatura odmítnuta: Rio de Janeiro, San Juan (Portoriko), Istanbul, Lille, Petrohrad, Sevilla

### XXIX.Letní olympijské hry 2008
Peking zvolen v Moskvě 13. 7. 2001
- Poražení kandidáti: Toronto, Paříž, Istanbul vyřazeni ve 2. kole, Ósaka v 1. kole
- Kandidatura odmítnuta: Bangkok, Havana, Káhira, Kuala Lumpur, Sevilla

### XXX.Letní olympijské hry 2012
Londýn zvolen v Singapuru 6. 7. 2005
- Poražení kandidáti: Paříž vyřazena ve 4. kole, Madrid ve 3. kole, New York ve 2. kole, Moskva v 1. kole
- Kandidatura odmítnuta: Havana, Istanbul, Lipsko, Rio de Janeiro

### XXXI.Letní olympijské hry 2016
Rio de Janeiro zvoleno v Kodani 2. 10. 2009
- Poražení kandidáti: Madrid vyřazen ve 3. kole, Tokio ve 2. kole, Chicago v 1. kole
- Kandidatura odmítnuta: Baku, Dauhá, Praha

### XXXII.Letní olympijské hry 2020
Tokio zvoleno v Buenos Aires 7. 9. 2013
- Poražení kandidáti: Istanbul, Madrid
- Kandidatura stažena: Řím
- Kandidatura odmítnuta: Baku, Dauhá

### XXXIII.Letní olympijské hry 2024
Paříž zvolena jednohlasně v Limě v 13. 9. 2017
- Kandidaturu zvažovaly: Boston, Budapešť, Hamburk, Řím
- Kandidatura stažena: Boston, Budapešť, Hamburk, Řím, Madrid, Petrohrad
- Kandidatura odmítnuta: Saúdská Arábie a Bahrajn[8]
- Náhradní kandidát Los Angeles za Boston
- Na základě domluvy byla pro XXXIII. Letní olympijské hry zvolena Paříž a pro XXXIV. Letní olympijské hry bylo zvoleno Los Angeles

### XXXIV.Letní olympijské hry 2028
Los Angeles zvoleno jednohlasně v 13. 9. 2017
- Na základě domluvy byla pro XXXIII. Letní olympijské hry zvolena Paříž a pro XXXIV. Letní olympijské hry bylo zvoleno Los Angeles

### XXXV.Letní olympijské hry 2032
Na 138. zasedání MOV v Tokiu byl 21. července 2021 za pořadatele Letních olympijských her 2032 zvolen se 72 hlasů australský Brisbane.
- Zainteresovaní kandidáti: Ahmadábád, Budapešť, Dauhá, Jakarta, Madrid, Porýní-Porúří a vítězný Brisbane.

### XXXVI.Letní olympijské hry 2036
Hostitelské město (stát) zatím nebylo MOVem vybráno.
- Kandidaturu zvažují: Káhira, Čcheng-tu a Čchung-čchingu, Ahmadábád, Jakarta, Soul a další. Rozhodnutí měst zatím není závazné.

## Uchazeči o pořádání zimních olympijských her

### I.Zimní olympijské hry 1924
Konaly se v Chamonix. (Původně nesly název Týden zimních sportů, jako olympiáda byly uznány až dodatečně na kongresu MOV v Praze 1925)

### II.Zimní olympijské hry 1928
Svatý Mořic zvolen v Lisabonu 6. 5. 1926
- Poražení kandidáti: Davos, Engelberg

### III.Zimní olympijské hry 1932
Lake Placid zvoleno 10. 4. 1929 v Lausanne
- Poražení kandidáti: Montreal, Oslo, Yosemite Valley, Lake Tahoe, Bear Mountain, Duluth, Minneapolis, Denver

### IV.Zimní olympijské hry 1936
Garmisch-Partenkirchen dostal hry přiděleny na základě pravidla, že zimní olympiáda by se měla konat ve stejné zemi jako letní (pravidlo bylo zrušeno roku 1938)

### Zimní olympijské hry 1940
Sapporo zvoleno bez protikandidáta ve Varšavě 9. 6. 1937. O rok později se Japonsko her vzdalo, pořádáním byl pověřen Svatý Mořic a po jeho odstoupení Garmisch-Partenkirchen, po vypuknutí 2. světové války byly hry zrušeny.

### Zimní olympijské hry 1944
Cortina d'Ampezzo zvolena 9. 6. 1939 v Londýně
- Poražení kandidáti: Montreal, Oslo

Hry se nekonaly kvůli válce

### V.Zimní olympijské hry 1948
Svatý Mořic zvolen v Lausanne v září 1946
- Poražený kandidát: Lake Placid

### VI.Zimní olympijské hry 1952
Oslo zvoleno 27. 6. 1947 ve Stockholmu
- Poražení kandidáti: Cortina d'Ampezzo, Lake Placid

### VII.Zimní olympijské hry 1956
Cortina d'Ampezzo zvolena v Římě 28. 4. 1949
- Poražení kandidáti: Montreal, Colorado Springs, Lake Placid

### VIII.Zimní olympijské hry 1960
Squaw Valley zvoleno 16. 6. 1955 v Paříži
- Poražení kandidáti: Innsbruck vyřazen v 2. kole, Garmisch-Partenkirchen a Svatý Mořic vyřazení v 1. kole

### IX.Zimní olympijské hry 1964
Innsbruck zvolen 26. 5. 1959 v Mnichově
- Poražení kandidáti: Calgary, Lahti

### X.Zimní olympijské hry 1968
Grenoble zvolen v Innsbrucku 28. 1. 1964
- Poražení kandidáti: Calgary vyřazeno v 3. kole, Lahti vyřazeno v 2. kole, Lake Placid, Oslo a Sapporo vyřazeny v 1. kole

### XI.Zimní olympijské hry 1972
Sapporo zvoleno v Římě 26. 4. 1966
- Poražení kandidáti: Banff, Lahti, Salt Lake City

### XII.Zimní olympijské hry 1976
Denver zvolen v Amsterdamu 12. 5. 1970
- Poražení kandidáti: Sion, Tampere, Vancouver

Denver se pořadatelství zřekl roku 1973 z finančních důvodů, hry se konaly v Innsbrucku

### XIII.Zimní olympijské hry 1980
Lake Placid zvoleno bez protikandidáta ve Vídni 23. 10. 1974
- Kandidatura stažena: Vancouver

### XIV.Zimní olympijské hry 1984
Sarajevo zvoleno v Athénách 18. 5. 1978
- Poražení kandidáti: Sapporo, Göteborg

### XV.Zimní olympijské hry 1988
Calgary zvoleno v Baden-Badenu 30. 9. 1981
- Poražení kandidáti: Falun vyřazen v 2. kole, Cortina d'Ampezzo vyřazena v 1. kole

### XVI.Zimní olympijské hry 1992
Albertville zvoleno v Lausanne 17. 10. 1986
- Poražení kandidáti: Anchorage, Berchtesgaden, Falun, Lillehammer, Cortina d'Ampezzo, Sofie

### XVII.Zimní olympijské hry 1994
Lillehammer zvolen v Soulu 15. 9. 1988
- Poražení kandidáti: Östersund vyřazen v 3. kole, Anchorage v 2. kole, Sofie v 1. kole
- Kandidatura stažena: Petrohrad

### XVIII.Zimní olympijské hry 1998
Nagano zvoleno v Birminghamu 15. 6. 1991
- Poražení kandidáti: Salt Lake City vyřazeno v 5. kole, Östersund v 4. kole, Jaca v 3. kole, Aosta v 2. kole

### XIX.Zimní olympijské hry 2002
Salt Lake City zvoleno 54 hlasy v Budapešti 16. 6. 1995
- Poražení kandidáti: Sion 14 hlasů, Östersund 14 hlasů, Quebec City 7 hlasů
- Kandidatura odmítnuta: Jaca, Poprad, Soči, Štýrský Hradec, Tarvisio

### XX.Zimní olympijské hry 2006
Turín zvolen 53 hlasy v Soulu 19. 6. 1999
- Poražený kandidát: Sion 36 hlasů
- Kandidatura odmítnuta: Helsinky, Klagenfurt, Poprad, Zakopane

### XXI.Zimní olympijské hry 2010
Vancouver zvolen v Praze 2. 7. 2003
- Poražení kandidáti: Pchjongčchang vyřazen v 2. kole 53 hlasy, Salcburk vyřazen v 1. kole se 16 hlasy
- Kandidatura odmítnuta: Andorra la Vella, Charbin, Jaca, Sarajevo
- Kandidatura stažena: Bern

### XXII.Zimní olympijské hry 2014
Soči zvoleno 51 hlasy v Ciudad de Guatemala 4. 7. 2007
- Poražení kandidáti: Pchjongčchang vyřazen v 2. kole se 47 hlasy, Salcburk vyřazen v 1. kole se 25 hlasy
- Kandidatura odmítnuta: Almaty, Bordžomi, Jaca, Sofie

### XXIII.Zimní olympijské hry 2018
Pchjongčchang zvolen 91 hlasy v Durbanu 6. 7. 2011
- Poražení kandidáti: Mnichov 25 hlasů, Annecy 20 hlasů
- Kandidatura stažena: Ženeva, Tromsø

### XXIV.Zimní olympijské hry 2022
Peking zvolen 44 hlasy v Kuala Lumpuru 31. 7. 2015
- Poražený kandidát: Almaty 40 hlasů
- Kandidatura stažena: Krakov, Lvov, Oslo, Stockholm

### XXV.Zimní olympijské hry 2026
Milán a Cortina d'Ampezzo zvoleny 47 hlasy v Lausanne 24. 6.2019
- Poražený kandidát: Stockholm a Åre 34 hlasů
- Kandidaturu zvažovaly: Milán a Cortina d'Ampezzo, Stockholm a Åre, Calgary, Erzurum, Sapporo, Štýrský Hradec, Sion
- Kandidatura stažena: Calgary, Erzurum, Sapporo, Štýrský Hradec, Sion

### XXVI.Zimní olympijské hry 2030
Auvergne-Rhône-Alpes a Provence-Alpes-Côte d'Azur bylo zvoleno na 142. zasedání Mezinárodního olympijského výboru v Paříži dne 24. července 2024
- Kandidaturu dříve zvažovali: Sapporo, Vancouver a Whistler, Barcelona s Andorrou a francouzskými Pyreneji, Salt Lake City (kandidaturu zvažovali na 2030 nebo 2034)

### XXVII.Zimní olympijské hry 2034
Salt Lake City bylo zvoleno na 142. zasedání Mezinárodního olympijského výboru v Paříži dne 24. července 2024